# Abronia martindelcampoi
Abronia martindelcampoi är en ödleart som beskrevs av  Flores-villela och SÁNCHEZ-H. 2003. Abronia martindelcampoi ingår i släktet Abronia och familjen kopparödlor. IUCN kategoriserar arten globalt som starkt hotad. Inga underarter finns listade i Catalogue of Life.

## Bildgalleri

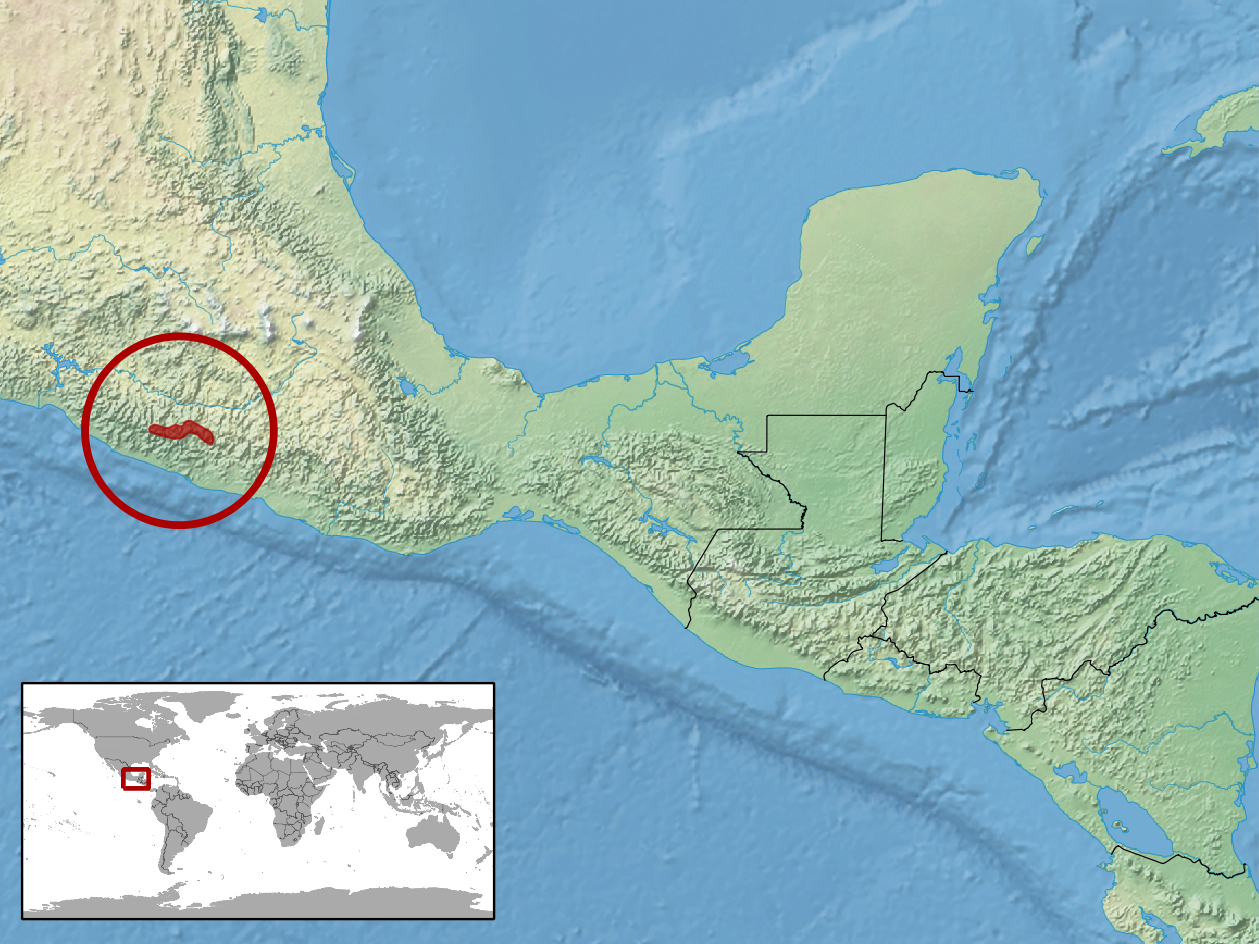